# Akakor
Akakor là một thành phố dưới lòng đất cổ xưa trong huyền thoại, nằm ở đâu đó giữa ba nước Brasil, Bolivia và Peru. Thành phố này được nhà báo người Đức Karl Brugger mô tả dựa trên các cuộc phỏng vấn với một người tự xưng là tù trưởng thổ dân Brasil tên là Tatunca Nara trong quyển sách The Chronicle of Akakor (1976). Mặc dù Brugger dường như bị thuyết phục, nhưng thông tin về nó chỉ gói gọn từ một nguồn tài liệu duy nhất (Tatunca Nara), về sau bị nhà hoạt động và phiêu lưu mạo hiểm Rüdiger Nehberg vạch trần tên thực của ông ta là Günther Hauck, một người Đức chính cống. Các yếu tố của câu chuyện từ The Chronicle of Akakor được sử dụng trong bộ phim 
Indiana Jones and the Kingdom of the Crystal Skull, nơi chúng được đánh đồng với El Dorado, dù có liên quan đến "Akator".